# Messier 60
Messier 60 (také M60 nebo NGC 4649) je eliptická galaxie v souhvězdí Panny. Objevil ji Johann Gottfried Koehler 11. dubna 1779 během sledování komety. Galaxie je od Země vzdálená přibližně 56,7 milionů ly
a je součástí Kupy galaxií v Panně, jejímž je třetím nejjasnějším členem.
Spolu s blízkou galaxií NGC 4647 ji Halton Arp zapsal do svého katalogu zvláštních galaxií (Atlas of Peculiar Galaxies) pod číslem 116.

## Pozorování

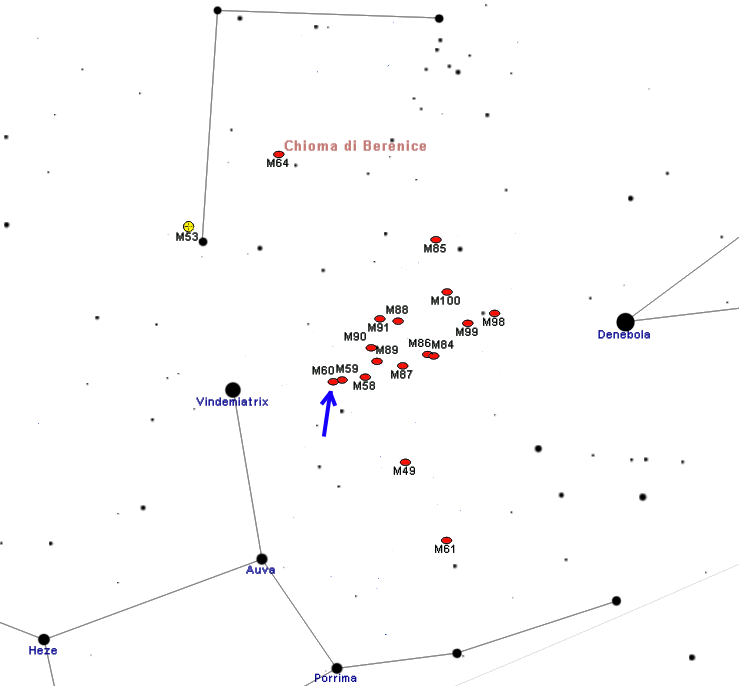
Poloha M 60 v souhvězdí Panny

M60 se dá na obloze snadno vyhledat, protože leží 4,5° západně od hvězdy 3. magnitudy s názvem Vindemiatrix (ε Virginis). Galaxie je za příznivých podmínek viditelná i středně velkým triedrem, například 10x50, ve kterém vypadá jako velmi malá neostrá skvrnka. V dalekohledu o průměru 150 mm je možné zahlédnout některé podrobnosti, jako je světlé halo rozměru 3′, na rozdíl od něhož je zhuštěný střed galaxie velmi hustý a jasný. Severozápadním směrem je možné spatřit jakýsi flíček, který se ve větším dalekohledu ukáže jako samostatná galaxie označovaná jako NGC 4647. Ostatně v této části oblohy je možné najít mnoho dalších galaxií, jako například 30′ západně Messier 59.
Galaxii je možné snadno pozorovat z obou zemských polokoulí a ze všech obydlených oblastí Země, protože má pouze mírnou severní deklinaci. Přesto je na severní polokouli lépe pozorovatelná a během jarních nocí tam vychází vysoko na oblohu, zatímco na jižní polokouli v oblastech více vzdálených od rovníku zůstává poněkud níže nad obzorem. Nejvhodnější období pro její pozorování na večerní obloze je od března do července.

## Historie pozorování
Spolu se sousední galaxií Messier 59 tuto galaxii objevil Johann Gottfried Koehler 11. dubna 1779 během sledování komety a o několik dní později obě nezávisle spoluobjevil Charles Messier, který zároveň objevil i blízkou galaxii Messier 58. Všechny tři pak Messier přidal do svého katalogu a k M60 poznamenal, že je trochu jasnější a výraznější než M58 a M59. John Herschel tuto galaxii pozoroval mnohokrát kvůli přítomnosti blízké galaxie NGC 4647 a v roce 1830 je popsal jako dvojitou mlhovinu, jejíž západní část je mnohem slabší než východní, která se zdá být hlavní částí. Také Heinrich Louis d'Arrest ji pozoroval opakovaně a jejím tvarem byl ohromen.

## Vlastnosti
M60 je třetím nejjasnějším členem Kupy galaxií v Panně a je největším členem její podskupiny, která má čtyři členy. Hmotnost M60 se odhaduje na tisíc miliard hmotností Slunce, je tedy několikanásobně větší než hmotnost Mléčné dráhy. Její rozměr je asi 120 000 ly, ale její vnější halo může být ještě větší. Má absolutní hvězdnou velikost -22,3 a rozsáhlý systém kulových hvězdokup, kterých může být kolem 5 100. Obří černá díra v jejím jádru má hmotnost 4,5 miliardy hmotností Slunce.
Z těsné blízkosti M60 a spirální galaxie NGC 4647 by se dalo usoudit, že spolu splývají, ovšem fotografické snímky těchto galaxií neukazují žádné důkazy jejich vzájemného ovlivňování, jak bývá u galaxií obvyklé, pokud se skutečně nacházejí tak blízko sebe.
Z toho se dá usoudit, že se tyto dvě galaxie překrývají pouze z při pohledu ze Země, ale mohou se nacházet ve větší vzájemné vzdálenosti, než se na první pohled může zdát.
Na konci ledna 2004 byla v této galaxii objevena supernova, která dostala označení SN 2004W. Měla v té době magnitudu 18,8 a byla označena za málo svítící supernovu typu Ia. Pravděpodobně vybuchla o půl roku dříve, ale nebyla zpozorována, protože M60 byla blízko konjunkce se Sluncem.

### Knihy
- O'MEARA, Stephen James. Deep Sky Companions: The Messier Objects. New York: Cambridge University Press, 1998. Dostupné online. ISBN 0-521-55332-6. (anglicky)

### Mapy hvězdné oblohy
- Toshimi Taki. Taki's 8.5 Magnitude Star Atlas [online]. 2005 [cit. 2018-03-07]. Dostupné v archivu pořízeném dne 2018-11-05. (anglicky) - Atlas hvězdné oblohy volně stažitelný ve formátu PDF.
- TIRION; RAPPAPORT; LOVI. Uranometria 2000.0 - Volume I - The Northern Hemisphere to -6°. Richmond, Virginia, USA: Willmann-Bell, inc., 1987. Dostupné online. ISBN 0-943396-14-X.
- TIRION; SINNOTT. Sky Atlas 2000.0. 2. vyd. Cambridge, USA: Cambridge University Press, 1998. ISBN 0-933346-90-5.
- TIRION. The Cambridge Star Atlas 2000.0. 3. vyd. Cambridge, USA: Cambridge University Press, 2001. Dostupné online. ISBN 0-521-80084-6.